# Sant Clem de Mencui
Sant Clem -Sant Climent- de Mencui és l'església del poble de Mencui, en el terme municipal de Soriguera, a la comarca del Pallars Sobirà. Pertanyia a l'antic terme d'Estac.
Està situada en el mateix petit poble de Mencui, en el seu extrem septentrional.
Bastant arruïnada, és una església petita, d'una sola nau, amb un campanar de cos vuitavat i coberta piramidal, com és característic a molts pobles de l'alta muntanya.
A les visites pastorals del segle xiv consta com a parròquia, i sota l'advocació de Santa Maria.